# غافين هانت
غافين هانت (بالإنجليزية: Gavin Hunt)‏ (11 يوليو 1964 بكيب تاون في جنوب أفريقيا - ) هو مدرب كرة قدم ولاعب كرة قدم جنوب أفريقي في مركز الدفاع. لعب مع نادي هيلانك.